# Dušan Lajović
Dušan Lajović (serbisk: Душан Лајовић, født 30. juni 1990 i Beograd, Jugoslavien) er en professionel mandlig tennisspiller fra Serbien.